# Ibrahima Konaté
Ibrahima Konaté (Párizs, 1999. május 25. –) világbajnoki ezüstérmes francia válogatott labdarúgó, aki az angol Liverpool játékosa, a szerződése 2021. július 1-től lépett életbe.

## Pályafutása

### Klubcsapatokban
2009-ben a Paris FC csapatánál kezdte junior karrierjét, majd 2014-ben csatlakozott a Sochaux akadémiájához. 2017. január 10-én a felnőtt keretben a kupában debütált az AS Monaco ellen kezdőként. Február 7-én a bajnokságban is bemutatkozott az AJ Auxerre ellen 1–0-ra elvesztett mérkőzésen. Április 7-én első gólját is megszerezte a Chamois Niortais ellen a 32. percben. Június 12-én bejelentették, hogy 5 évre, 2022 nyaráig kötelezte el magát az RB Leipzig együtteséhez. Október 1-jén mutatkozott be az 1. FC Köln elleni bajnoki mérkőzésen, az első félidőben volt pályán és ez idő alatt a 31. percben sárga lapot kapott. 2018. augusztus 9-én a Craiova elleni Európa-liga mérkőzésen megszerezte első gólját tétmérkőzésen. Október 4-én a Rosenborg BK ellen ismét eredményes volt. 2019. január 27-én a bajnokságban megszerezte első gólját a Fortuna Düsseldorf ellen 4–0-ra megnyert mérkőzésen. 2020. november 7-én második bajnoki gólját szerezte meg az SC Freiburg ellen 3–0-ra megnyert találkozón.
2021. május 28-án jelentették be, hogy a következő szezonól az angol Liverpool játékosa lesz. Szeptember 18-án mutatkozott be a Crystal Palace ellen 3–0-ra megnyert bajnoki találkozón. 2022. április 5-én első gólját szerezte meg a portugál Benfica ellen 3–1-re megnyert UEFA-bajnokok ligája mérkőzésen. A 2022–23-as szezon elejét sérülés miatt kihagyta.

### A válogatottban
Többszörös francia korosztályos válogatott. Tagja volt a 2019-es és a 2021-es U21-es labdarúgó-Európa-bajnokságon résztvevő válogatottnak.
2022. november 9-én a 2022-es labdarúgó-világbajnokságra utazó keret tagja lett. 2024. május 16-án bekerült a 2024-es labdarúgó-Európa-bajnokságra utazó 25 fős keretbe.

## Statisztika

### Klubcsapatokban
2024. április 24-i állapotnak megfelelően.
| Klub       | Szezon   | Bajnokság      | Bajnokság | Bajnokság | Kupa  | Kupa  | Ligakupa | Ligakupa | Nemzetközi | Nemzetközi | Összesen | Összesen |
| Klub       | Szezon   | Osztály        | Mérk.     | Gólok     | Mérk. | Gólok | Mérk.    | Gólok    | Mérk.      | Gólok      | Mérk.    | Gólok    |
| ---------- | -------- | -------------- | --------- | --------- | ----- | ----- | -------- | -------- | ---------- | ---------- | -------- | -------- |
| Sochaux II | 2016–17  | CFA 2          | 9         | 1         | —     | —     | —        | —        | —          | —          | 9        | 1        |
| Sochaux II | Összesen | Összesen       | 9         | 1         | 0     | 0     | 0        | 0        | 0          | 0          | 9        | 1        |
| Sochaux    | 2016–17  | Ligue 2        | 12        | 1         | 0     | 0     | 1        | 0        | —          | —          | 13       | 1        |
| Sochaux    | Összesen | Összesen       | 12        | 1         | 0     | 0     | 0        | 0        | 0          | 0          | 13       | 1        |
| RB Leipzig | 2017–18  | Bundesliga     | 16        | 0         | 0     | 0     | —        | —        | 4          | 0          | 20       | 0        |
| RB Leipzig | 2018–19  | Bundesliga     | 28        | 1         | 6     | 0     | —        | —        | 9          | 2          | 43       | 3        |
| RB Leipzig | 2019–20  | Bundesliga     | 8         | 0         | 1     | 0     | —        | —        | 2          | 0          | 11       | 0        |
| RB Leipzig | 2020–21  | Bundesliga     | 14        | 1         | 1     | 0     | —        | —        | 6          | 0          | 24       | 1        |
| RB Leipzig | Összesen | Összesen       | 66        | 2         | 8     | 0     | 0        | 0        | 21         | 2          | 95       | 5        |
| Liverpool  | 2021–22  | Premier League | 11        | 0         | 6     | 1     | 4        | 0        | 8          | 2          | 29       | 3        |
| Liverpool  | 2022–23  | Premier League | 18        | 0         | 3     | 0     | 0        | 0        | 3          | 0          | 24       | 0        |
| Liverpool  | 2023–24  | Premier League | 22        | 0         | 3     | 0     | 5        | 0        | 7          | 0          | 37       | 0        |
| Liverpool  | Összesen | Összesen       | 51        | 0         | 12    | 1     | 9        | 0        | 18         | 2          | 90       | 3        |
| Összesen   | Összesen | Összesen       | 138       | 4         | 20    | 1     | 10       | 0        | 39         | 4          | 207      | 9        |

### A válogatottban
2024. március 26-án lett utoljára frissítve.
| Nemzet        | Év       | Mérkőzés | Gól |
| ------------- | -------- | -------- | --- |
| Franciaország | 2022     | 7        | 0   |
| 2023          | 6        | 0        |     |
| 2024          | 1        | 0        |     |
| Összesen      | Összesen | 14       | 0   |

## Sikerei, díjai
- Liverpool
  - Angol kupa: 2021–22[22]
  - Angol ligakupa: 2021–22,[23] 2023–24[24]
  - Angol szuperkupa: 2022